# Улица Гусева (Липецк)
У́лица Гу́сева — улица в Правобережном округе Липецка. Проходит в районе Опытной станции от Полевой улицы до Боевого проезда (между Селекционной и Лебедянской улицами).
Образована в 1958 году и названа в честь Героя Советского Союза уроженца Липецка С. И. Гусева (1918—1945).
Улица имеет частную застройку.

## Транспорт
- Автобусы 11, 321, 323, 332, 379. Остановки: «Администрация Липецкого района», «Совхоз „Тепличный“».